# Ситнянское
Ситнянское (Ситненское, Ситно; бел. Сі́тненскае / Сітняцкае, Сітна) — озеро в Лиозненском районе Витебской области Белоруссии. Относится к бассейну реки Верхита. Находится на территории ландшафтного заказника республиканского значения «Бабиновичский».

## Описание
Озеро Ситнянское располагается в 24 км к юго-западу от городского посёлка Лиозно. Возле озера находится деревня Ситно. Высота над уровнем моря составляет 155,8 м.
Площадь зеркала составляет 0,47 км², длина — 1,88 км, наибольшая ширина — 0,35 км, длина береговой линии — 3,43 км. Наибольшая глубина — 2,7 м, средняя — 1,75 м. Объём воды в озере — 0,82 млн м³. Площадь водосбора — 9,77 км².
Котловина лощинного типа, вытянутая с запада на восток. Склоны высотой 10—14 м, крутые, покрытые кустарником, на севере — также лесом. Береговая линия извилистая. Берега преимущественно сливаются со склонами котловины. Мелководье узкое, песчаное. Глубже дно покрыто сапропелем.
На востоке впадает безымянный ручей. На западе вытекает ручей, подпитывающий реку Верхита.
В озере обитают лещ, щука, плотва, линь, краснопёрка, окунь и другие виды рыб.

## Охрана природы
Озеро Ситнянское входит в состав ландшафтного заказника республиканского значения «Бабиновичский», образованного Постановлением Совета Министров Республики Беларусь от 17 сентября 1998 года № 1458.
На озере организовано платное любительское рыболовство. Разрешена подводная охота.